# The Hobbit: The Desolation of Smaug (soundtrack)
The Hobbit: The Desolation of Smaug is de soundtrack van de film The Hobbit: The Desolation of Smaug. Het album werd gecomponeerd door Howard Shore en kwam uit op 10 december 2013, ongeveer gelijk met de film.

## Tracklijst
| Nr. | Titel                        | Duur |
| --- | ---------------------------- | ---- |
| 1.  | The Quest for Erebor         | 3:23 |
| 2.  | Wilderland                   | 4:56 |
| 3.  | The House of Beorn           | 3:42 |
| 4.  | Mirkwood                     | 4:27 |
| 5.  | Flies and Spiders            | 7:51 |
| 6.  | The Woodland Realm           | 4:26 |
| 7.  | Feast of Starlight           | 2:49 |
| 8.  | Barrels Out of Bond          | 1:50 |
| 9.  | The Forest River             | 4:54 |
| 10. | Bard, a Man of Lake-Town     | 2:30 |
| 11. | The High Fells               | 2:37 |
| 12. | The Nature of Evil           | 3:20 |
| 13. | Protector of the Common Folk | 3:36 |

| Nr. | Titel                         | Duur |
| --- | ----------------------------- | ---- |
| 1.  | Thrice Welcome                | 3:33 |
| 2.  | Girion, Lord of Dale          | 3:33 |
| 3.  | Durin's Folk                  | 2:28 |
| 4.  | In the Shadow of the Mountain | 2:15 |
| 5.  | A Spell of Concealment        | 2:51 |
| 6.  | On the Doorstep               | 7:46 |
| 7.  | The Courage of Hobbits        | 3:00 |
| 8.  | Inside Information            | 3:48 |
| 9.  | Kingsfoil                     | 2:25 |
| 10. | A Liar and a Thief            | 3:40 |
| 11. | The Hunters                   | 9:04 |
| 12. | Smaug                         | 5:24 |
| 13. | My Armor Is Iron              | 5:16 |
| 14. | I See Fire                    | 5:00 |
| 15. | Beyond the Forest             | 5:25 |

## Hitnoteringen

### NPO Klassiek Filmmuziek Top 200
| Als The Hobbit in de NPO Klassiek Filmmuziek Top 200 | Als The Hobbit in de NPO Klassiek Filmmuziek Top 200 | Als The Hobbit in de NPO Klassiek Filmmuziek Top 200 | Als The Hobbit in de NPO Klassiek Filmmuziek Top 200 | Als The Hobbit in de NPO Klassiek Filmmuziek Top 200 | Als The Hobbit in de NPO Klassiek Filmmuziek Top 200 | Als The Hobbit in de NPO Klassiek Filmmuziek Top 200 |
| Jaar                                                 | 2020                                                 | 2021                                                 | 2022                                                 | 2023                                                 | 2024                                                 | 2025                                                 |
| ---------------------------------------------------- | ---------------------------------------------------- | ---------------------------------------------------- | ---------------------------------------------------- | ---------------------------------------------------- | ---------------------------------------------------- | ---------------------------------------------------- |
| Positie                                              | 30                                                   | 28                                                   | 42                                                   | 38                                                   | 45                                                   | 59                                                   |